# Bray-Dunes
Bray-Dunes är en kommun i departementet Nord i regionen Hauts-de-France i norra Frankrike. Kommunen ligger i kantonen Dunkerque-Est som tillhör arrondissementet Dunkerque. År 2022 hade Bray-Dunes 4 284 invånare.

## Befolkningsutveckling
Antalet invånare i kommunen Bray-Dunes
| Referens: INSEE |